# Chợ đêm ở Đài Loan
Chợ đêm ở Đài Loan là để chỉ các chợ đêm hoạt động tại Đài Loan, trong các khu vực đô thị hay ngoại ô, từ lúc hoàng hôn ngày hôm trước đến bình minh ngày hôm sau. Dù một số chợ hoạt động bên trong các tòa nhà được xây riêng cho mục đích họp chợ, nhưng hầu hết chợ đêm mượn mặt bằng vỉa hè hoặc đường vốn dành riêng cho giao thông vào ban ngày. Một số chợ đêm nhỏ hơn hoạt động trong các ngõ hẻm có mái che thu gọn. Hầu hết chợ đêm duy trì hoạt động hàng ngày. Mặt hàng buôn bán thường là quần áo, hàng tiêu dùng hay tiểu cật (tức là các loại thức ăn nhẹ hoặc thức ăn nhanh), và các loại thức uống đặc sản. Bầu không khí chợ đêm thường đông đúc, ồn ào do những người bán hàng rong la hét rao hàng kèm với âm nhạc phát qua loa. Chợ đêm Đài Loan đã phát triển dần qua nhiều năm, từ quy mô nhỏ hẹp mang tính cục bộ thành các con phố náo nhiệt đầy ắp hàng hóa nhưng đều phải tuân thủ quy định họp chợ được Chính phủ Trung Hoa Dân Quốc ban hành.

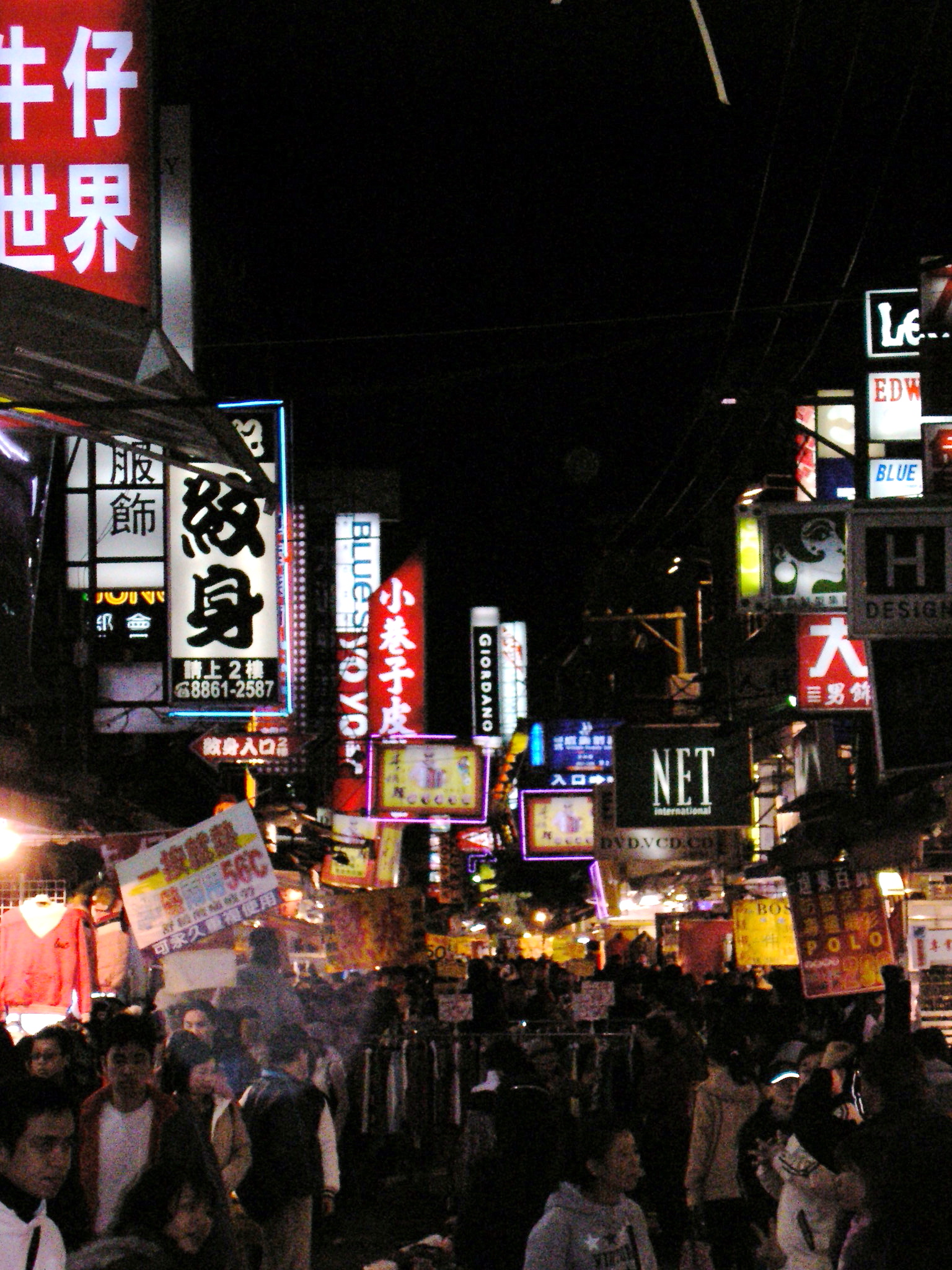
Chợ đêm Sĩ Lâm, Đài Bắc, bắc Đài Loan

## Lịch sử
Hình thức chợ đêm đã có từ lâu trong nền văn hóa Trung Hoa, tại đó người mua kẻ bán thỉnh thoảng họp chợ qua thời điểm hoàng hôn. Hình thức chợ đêm hiện đại đến tận sau Thế chiến II mới hình thành tại các khu vực đô thị đông dân. Nhằm phục vụ nhu cầu ăn uống, mua sắm của các công nhân nhập cư trong thời kỳ diễn ra Kỳ tích Đài Loan, các chủ sạp đã nghĩ ra các loại thức ăn tiểu cật nấu theo cả phong cách truyền thống và lẫn phong cách bàn tiệc nhưng giá rẻ.
Vào những năm 1960, các sản phẩm sản xuất hàng loạt tại Đài Loan như giày dép, đồ chơi và quần áo được bắt đầu đem ra bày bán tại các chợ đêm. Cuộc suy thoái kinh tế thế giới từ năm 1973 đến 1975 đã mở rộng sự hiện diện của các sản phẩm này tại chợ đêm, khi mà các hãng sản xuất chuyển sự chú ý của họ từ thị trường quốc tế về lại thị trường nội địa. Các mặt hàng này đã thế chỗ của thuốc Đông y, sản phẩm thủ công và đồ bói toán Trung Quốc vốn chiếm lĩnh không gian chợ trong thời kỳ trước. Sang thập niên 1980, sự phổ biến của chợ đêm đã thu hút hàng loạt nhà phân phối sản phẩm đa dạng, bao gồm quà tặng, quần áo chất lượng cao hơn và các chuỗi hàng ăn nhượng quyền. Bản chất chợ đêm đã chuyển hóa từ chợ ẩm thực truyền thống thành nơi tụ hội văn hóa đại chúng. Thời trước chợ đêm hay bán các mặt hàng giả mạo, nhưng do luật bản quyền được thi hành nghiêm ngặt vào những năm 1990 đã giúp kéo giảm nạn này.

## Miêu tả

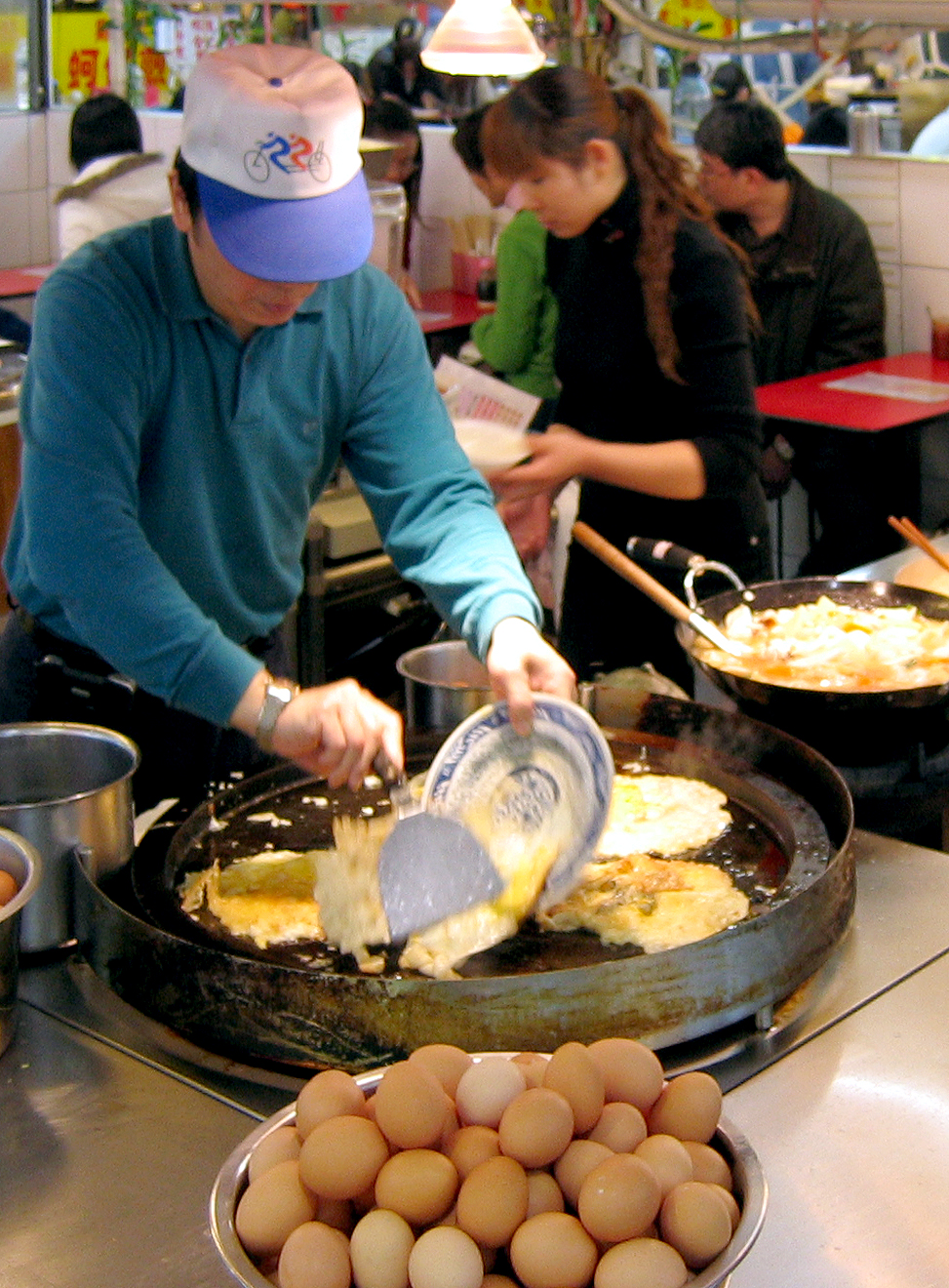
Một chủ hàng ăn đang làm trứng chiên sò điệp tại chợ đêm Sĩ Lâm

Chợ đêm tại Đài Loan nổi tiếng vì "tiểu cật", tức các loại đồ ăn khẩu phần nhỏ có giá vừa túi tiền. Người đi chợ ăn tiểu cật trong các không gian không sang trọng, hoặc trên những chiếc bàn gập nhỏ hay ăn ngay trong khi đang đi bộ.
Dù cho tiểu cật biến đổi từ năm này qua năm khác theo từng xu hướng, nhưng một số món như hàu ốp lết và đậu phụ thối vẫn tồn tại và trở thành món cốt lõi ở nhiều chợ đêm. Ảnh hưởng của nước ngoài, đặc biệt là từ Nhật Bản và Mỹ, cũng hiện diện trong các chợ đêm. Đôi khi người ta biết đến các chợ đêm của một thành phố riêng biệt nào đó hoặc có khi chỉ là một ngôi chợ riêng lẻ nào đó nhờ một vài món ăn đặc sản mà chỉ chợ nơi đó mới có. Ví dụ như thành phố Đài Nam thì nổi tiếng với món miến đam tử và món "bánh mì quan tài".
Chợ đêm Đài Loan không ngừng cải tiến để đáp ứng thị hiếu tiêu dùng và các xu hướng dân số thay đổi. Điều này khiến cả chợ đêm lẫn thương nhân đều thực hành các biện pháp để nâng cao sự thân thiện với môi trường, chất lượng giải trí và các loại thức ăn bày bán. Cơ quan Bảo vệ Môi trường Đài Loan có quỹ dành cho các chợ đêm để giảm thiểu tác động sinh thái thông qua việc giảm sử dụng nhựa và giảm lượng khí thải carbon.

### Thương nhân
Thương nhân trong chợ hầu như đều là cơ sở nhỏ, chủ yếu lao động là người trong cùng một gia đình. Họ được công nhận và bảo vệ bởi pháp luật, phải đóng thuế và xin giấy phép. Mỗi chợ đêm đều có ủy ban quản lý thương nhân, và cần sự đồng ý của ủy ban này nếu thương nhân muốn xin giấy phép bán hàng trong chợ. Thương nhân trong các chợ đêm du lịch thường được phân loại thành doanh nghiệp chính thức và phi chính thức, và sự hoạt động của các chợ đêm du lịch này chính là một cách giúp người dân địa phương dự phần vào ngành du lịch Đài Loan.

## Chợ đêm nổi tiếng

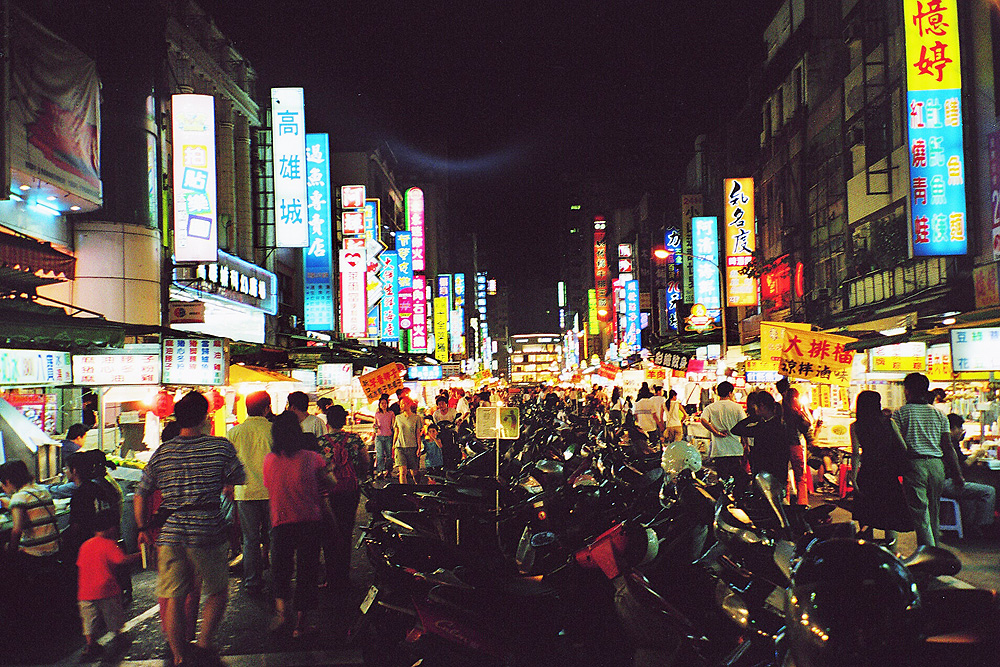
Chợ đêm Lục Hợp, Cao Hùng, nam Đài Loan

Bắc Đài Loan
- Chợ đêm Nhiêu Hà
- Chợ đêm Sĩ Lâm
- Chợ đêm Thông Hóa
- Chợ đêm Sư Đại
- Chợ đêm miếu Cơ Long

Trung Đài Loan
- Chợ đêm Phùng Giáp
- Chợ đêm Đông Hải
- Chợ đêm miếu Phong Nguyên - Đông
- Chợ đêm Tinh Thành

Nam Đài Loan
- Chợ đêm Hoa Viên
- Chợ đêm Lục Hợp
- Chợ đêm Thụy Phong
- Chợ đêm Khải Toàn

Đông Đài Loan
- Chợ đêm Đông Đại Môn